# Marismas Salthouse

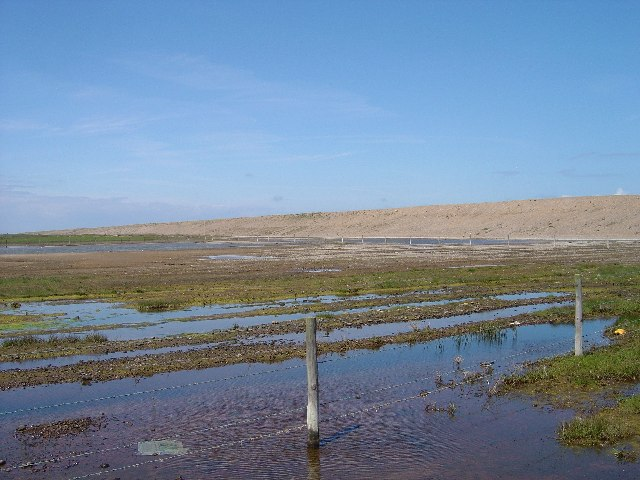
Vista de las marismas

Las Marismas Salthouse son una reserva cerca de Cley junto al mar en el condado de Norfolk, Inglaterra. Norfolk Wildlife Trust posee y administra esta reserva, la cual tiene 66 hectáreas de extensión.
Fue designada como Sitio de Especial Interés Científico (SEIC) en 1954, y en 1986 fue designada como Sitio de Especial interés Científico quedando integrada a las 7700 hectáreas en la costa de  "North_Norfolk" . Además, el área completa está protegido por la Red Natura 2000, de la Zona de Especial Protección para las Aves (ZEPA ) y forma parte de los Sitos Ramsar (Humedales de importancia internacional), y es parte de la Costa de Norfolk, Zona de Excepcional Belleza Natural (zona de gran belleza paisajística).

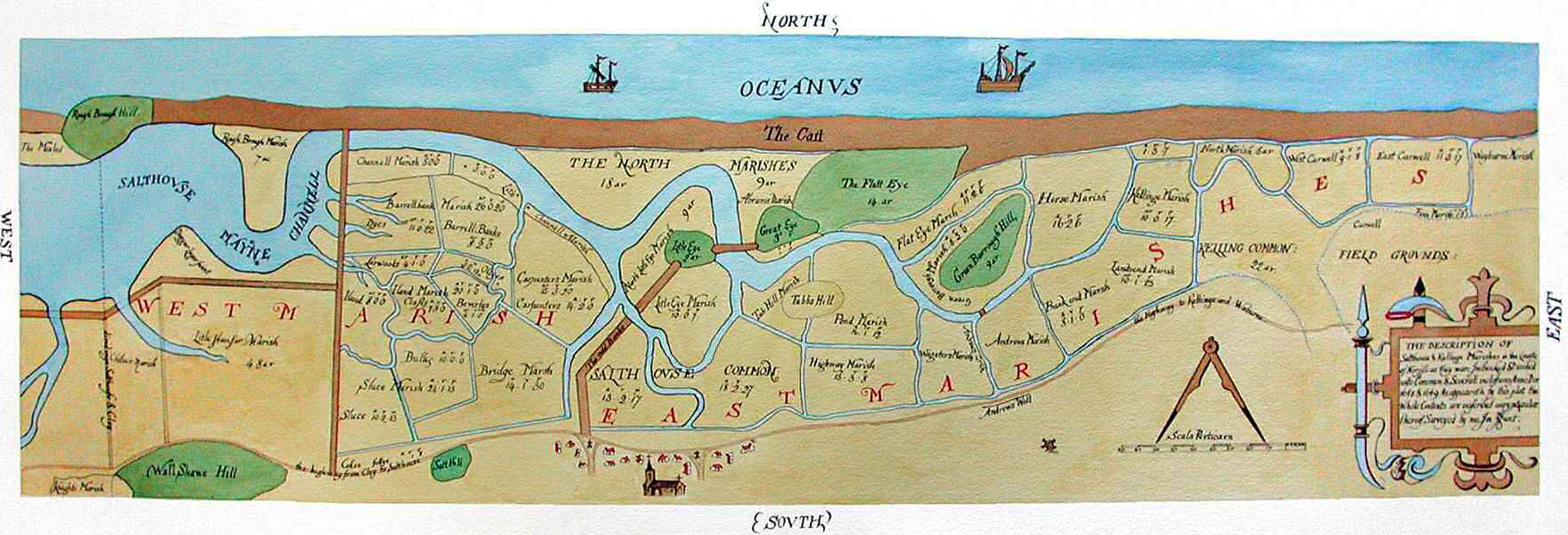
Mapa de Saltmarsh en 1649